# Mehmet Behluli
Mehmet Behluli, född 1962 i Gjilan i Kosovo i Jugoslavien, är en albansk konstnär.
Mehmet Behluli avlade grundexamen i Sarajevo i Bosnien och Hercegovina i tidigt 1990-tal och upplevde det uppblossande kriget. I hans tidiga konstverk lade han fokus på svartvita abstrakta bilder. Behluli undervisade vid Kosovos akademi för figurativ konst i Pristina och anses i dag som en av de ledande moderna konstnärerna i Kosovo.